# Satyrus dryas
Satyrus dryas är en fjärilsart som beskrevs av Giovanni Antonio Scopoli 1763. Satyrus dryas ingår i släktet Satyrus och familjen praktfjärilar. Inga underarter finns listade.